# Marciszów (gromada w powiecie zawierciańskim)
Marciszów – dawna gromada, czyli najmniejsza jednostka podziału terytorialnego Polskiej Rzeczypospolitej Ludowej w latach 1954–1972.
Gromady, z gromadzkimi radami narodowymi (GRN) jako organami władzy najniższego stopnia na wsi, funkcjonowały od reformy reorganizującej administrację wiejską przeprowadzonej jesienią 1954 do momentu ich zniesienia z dniem 1 stycznia 1973, tym samym wypierając organizację gminną w latach 1954–1972.
Gromadę Marciszów z siedzibą GRN w Marciszowie (obecnie w granicach Zawiercia) utworzono – jako jedną z 8759 gromad na obszarze Polski – w powiecie zawierciańskim w woj. stalinogrodzkim, na mocy uchwały nr 24/54 WRN w Stalinogrodzie z dnia 5 października 1954. W skład jednostki wszedł obszar dotychczasowej gromady Marciszów ze zniesionej gminy Poręba oraz obszar dotychczasowej gromady Kosowska Niwa (z wyłączeniem kolonii Borowe Pole, którą włączono do Zawiercia) ze zniesionej gminy Mrzygłód w tymże powiecie. Dla gromady ustalono 12 członków gromadzkiej rady narodowej.
1 stycznia 1959 do gromady Marciszów włączono enklawy miasta Zawiercia (miasto na prawach powiatu w tymże województwie), położone w granicach gromady Marciszów o powierzchni 2,2175 ha i 9,5016 ha.
20 grudnia 1956 województwo stalinogrodzkie przemianowano (z powrotem) na katowickie.
1 stycznia 1965 gromadę Marciszów zniesiono, a jej obszar włączono do Zawiercia (miasta na prawach powiatu) w tymże powiecie.